# Arrigo della Faggiuola
Arrigo della Faggiuola o Rigo della Faggiuola (Romanya, s. XIV) va ser un noble italià.
Se'n desconeixen les dates de naixement i mort. Va ser fill de Paolozzo della Faggiuola, documentat per darrera vegada el 1329. Va compartir la senyoria dels llocs i castells de Selvapiana, San Stefano, Corneto, Cuotolo, Colorio i San Agnolo, entre d'altres, amb el seu germà Cionarino, molts dels quals van fer construir ells mateixos i als quals se'ls va atorgar privilegis de l'emperador Lluís IV. Al capdavall, ambdós van dividir-se el patrimoni i Arriga va quedar-se amb el castell de Corneto i la meitat de les altres fortaleses, mentre que el seu germà es va quedar amb Selvapiana. Va tenir un fill anomenat Paolozzo, que va heretar els seus béns.